# 安德烈亞·弗里格納蒂
安德烈亞·弗里格納蒂（義大利語：Andrea Fulignati；1994年10月31日—）是一位意大利足球運動員。在場上的位置是守門員。現效力於意大利足球乙級聯賽球隊安玻里 (克雷莫納租借)。